# Jean-Philippe Vandenbrande
Jean-Philippe Vandenbrande (Dworp, 4 dicembre 1955) è un ex ciclista su strada belga, professionista dal 1978 al 1990.

## Palmarès

### Strada
- 1976 (Dilettanti, due vittorie)

Bruxelles-Dampremy
Omloop Zuid Brabant
- 1978 (Safir-Beyers-Ludo, una vittoria)

15ª tappa Vuelta a España (Logroño > Miranda de Ebro)
- 1979 (Safir-Geuze-Saint-Louis-Ludo, una vittoria)

Halse Pijl
- 1981 (Safir-Galli-Ludo, due vittorie)

Sint Kwintens-Lennik
5ª tappa Giro di Germania (Costanza > Aalen)
- 1984 (Splendor-Mondial Moquettes-Marc, una vittoria)

7ª tappa Vuelta a Colombia (Guadalajara de Buga > Buenaventura)
- 1990 (TVM-Van Schilt, una vittoria)

5ª tappa Vuelta a Cantabria (Santander > Santander)

#### Altri successi
- 1976 (Dilettanti)

Criterium Wavre
- 1979 (Safir-Geuze-Saint-Louis-Ludo)

Criterium Mechelen
- 1985 (Hitachi-Splendor-Sunair)

Purnode-Yvoir
- 1986 (Hitachi-Marc-Splendor)

Hasselt-Spalbeek
- 1989 (TVM-Van Schilt)

Grand Prix de la Libération (cronosquadre)

## Piazzamenti

### Grandi Giri
- Giro d'Italia

1981: 46º
1989: 51º
- Tour de France

1982: 54º
1984: 42º
1985: 40º
1986: 58º
1987: 76º
1988: 37º
1989: 77º
- Vuelta a España

1978: 28º
1982: 34º

### Classiche monumento
- Milano-Sanremo

1981: 13º
1982: 34º
1984: 57º
1985: 20º
1986: 10º
1987: 17º
1988: 17º
1989: 47º
- Giro delle Fiandre

1978: 39º
1979: 21º
1981: 23º
1982: 14º
1984: 4º
1986: 3º
1987: 13º
1988: 14º
1989: 21º
1990: 110º
- Parigi-Roubaix

1987: 4º
1988: 54º
1989: 20º
- Liegi-Bastogne-Liegi

1986: 7º
1987: 18º
1989: 20º
1990: 60º

### Competizioni mondiali
- Campionati del mondo

Barcellona 1984 - In linea Professionisti: 19º
Giavera del Montello 1985 - In linea Professionisti: 31º
Colorado Springs 1986 - In linea Professionisti: 17º
Ronse 1988 - In linea Professionisti: 20º